# 克勒万
克勒万（法語：Crevin，法語發音：[kʁəvɛ̃]）是法国伊勒-维莱讷省的一个市镇，位于该省南部，属于勒东区。

## 地理
克勒万（47°56'14"N, 1°39'42"W）面积8.31 平方千米，位于法国布列塔尼大區伊勒-维莱讷省，该省份为法国西北部沿海省份，位于布列塔尼半岛东部，北濒大西洋，西接阿摩尔滨海省和莫尔比昂省，南至大西洋卢瓦尔省，西南端接曼恩-卢瓦尔省，东临马耶讷省，东北与芒什省接壤。
与克勒万接壤的市镇（或旧市镇、城区）包括：尚特卢、孔特堡、拉耶、庞塞、小富日赖、波利涅。
克勒万的时区为UTC+01:00、UTC+02:00（夏令时）。

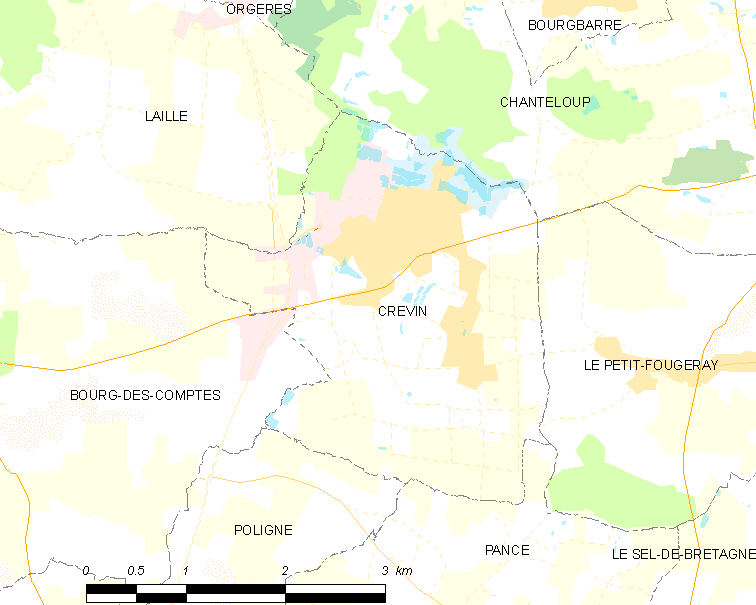
克勒万的OSM定位图

## 行政
克勒万的邮政编码为35320，INSEE市镇编码为35090。

## 政治
克勒万所属的省级选区为布列塔尼地区班县。

## 交通
法国国道N137线经过境内西部并设有出入口。伊勒-维莱讷省省道D48线和D101线经过境内。

## 人口

1962-2008年间克勒万人口变化图示

克勒万于2022年1月1日时的人口数量为2790人。